# الدائرة القطبية الشمالية

خريطة القطب الشمالي موضح عليه الدائرة القطبية الشمالية باللون الأزرق

الدائرة القطبية الشمالية (بالإنجليزية Arctic Circle) هي إحدى دوائر العرض الخمس الرئيسية التي تظهر في خريطة الأرض والواقعة في أقصى الشمال. تقع على عرض 66° 33′48.0″ شمال خط الاستواء. يعتمد خط عرض الدائرة القطبية الشمالية على الميل المحوري للأرض، والذي يتقلب ضمن هامش يزيد عن 2 درجة على مدى 41000 سنة، بسبب قوى المد والجزر الناتجة عن مدار القمر. وبالتالي فإن الدائرة القطبية الشمالية تنجرف حاليًا باتجاه الشمال بسرعة تبلغ حوالي 15 مترًا (49 قدمًا) سنويًا.
تسمى المنطقة الواقعة إلى الشمال من الدائرة القطبية الشمالية باسم «المنطقة القطبية الشمالية» (Arctic)، أما المنطقة الواقعة إلى الجنوب منها فتعرف باسم «المناخية المعتدلة الشمالية». يوازي هذا الخط في نصف الكرة الجنوبي خط عرض الدائرة القطبية الجنوبية.
على الأقل هناك مكان واحد شمال الدائرة القطبية الشمالية يستمر فيه النهار لمدة أربع وعشرين ساعة مستمرة مرة واحدة في السنة، وكذلك الحال بالنسبة إلى الليل. وهذا يعني أنّ هناك مكان واحد على الأقل به يوم كامل لا تغيب عنه الشمس، وكذلك هناك مكان واحد على الأقل به يوم كامل لا ترتفع فيه الشمس.

## شمس منتصف الليل والليل القطبي

خريطة العالم توضح الدائرة القطبية الشمالية باللون الأحمر

الدائرة القطبية الشمالية هي أقصى خط عرض في نصف الكرة الشمالي حيث يمكن أن يظل مركز الشمس أعلى أو أسفل الأفق باستمرار لمدة أربع وعشرين ساعة؛ نتيجة لذلك، يكون مركز الشمس مرئيًا مرة واحدة على الأقل كل عام في أي مكان داخل الدائرة القطبية الشمالية في منتصف الليل المحلي، ومرة واحدة على الأقل لا يكون المركز مرئيًا في فترة الظهيرة.

العلاقة بين الميل المحوري للأرض (ε) والدوائر الاستوائية والقطبية.

تقع هذه الأحداث مباشرة على الدائرة القطبية الشمالية، وتحدث مرة واحدة في السنة بالضبط في الانقلاب الشتوي في يونيو وديسمبر. ومع ذلك، بسبب الانكسار في الغلاف الجوي والسراب، وأيضًا لأن الشمس تظهر كقرص وليس كنقطة، فإنه من الممكن رؤية جزء من قرص شمس في منتصف الليل في ليلة الانقلاب الصيفي الشمالي لمدة 50 دقيقة تقريبا على بعد 90 كم (56 ميل) جنوب الدائرة القطبية الشمالية؛ وبالمثل، في يوم الانقلاب الشتوي الشمالي، يمكن رؤية جزء من الشمس يصل إلى حوالي 50 درجة شمال الدائرة القطبية الشمالية. وهذه المشاهدات صحيحة وحقيقية على مستوى سطح البحر. وتزداد مع الارتفاع فوق مستوى سطح البحر، على الرغم من عدم وجود رؤية مباشرة للأفق الحقيقي في المناطق الجبلية.